# Hönigsberg (Gemeinden Langenwang, Mürzzuschlag)
Hönigsberg  ist ein Ort im Mürztal in der Steiermark, und Ortschaft der Stadtgemeinde Mürzzuschlag, Teile auch  Ortschaft und Katastralgemeinde der Marktgemeinde Langenwang, im Bezirk Bruck-Mürzzuschlag.

## Geografie
Die Siedlung Hönigsberg liegt 3 Kilometer talauswärts vor Mürzzuschlag, an der Mürz, großteils am linken, südlichen Ufer, zerstreute Häuser auch rechtsufrig den Berg hinauf bis zum Roßkogel (1479 m ü. A., Mürzsteger Alpen).
Der Ort umfasst knapp 550 Gebäude mit etwa 2200 Einwohnern, davon der Großteil im Ort selbst.
Zum Ortschaftsgebiet gehören auch die Siedlung Gutenbrunn (der Ort verteilt sich ebenfalls auf beide Gemeinden) und das Stahlwerk Böhler Bleche (im Mürzzuschlager Teil), und die Gehöfte Pichlbauer (Mürzzuschlag), Hansbauer, Seppbauer, Höflbauer, Putz, Veitlbauer, Klotzbauer, Leitenbauer, Trattner, Turmbauer, Riegler, Eberl, sowieso die Wochenendhäuser Zwicklbauer und die Hönigsberger Alm hangaufwärts (letztere sämtlich im Langenwanger Gebiet).
Hönigsberg, Zimmersdorf und Gutenbrunn sind heute weitgehend verwachsen.
Nachbarorte, -ortschaften und -katastralgemeinden
| Neuberg (KG, Gem. Neuberg an der Mürz)                                   | Kapellen (Gem./KG)                          | Lambach (Ortsch./KG) 1Mürzzuschlag (Ortsch./KG)Ziegenburg (Gem. Mürzzuschlag) |
| Mitterberg (Ortsch./KG, Gem. Langenwang)                                 | Kompassrose, die auf Nachbargemeinden zeigt | Ganz (Gem./KG)                                                                |
| Gutenbrunn (Gem. Mürzzuschlag u. Langenwang)Langenwang (Gem./KG/Ortsch.) |                                             | Lechen (Ortsch./KG) 2Pretul (Ortsch., beide Gem. Langenwang)                  |

1 Lambach ist Ortschaft von Mürzzuschlag, Berggebiete exklavische Katastralgemeinde von Ganz, Ziegenburg gehört zu Mürzzuschlag

## Geschichte, Wirtschaft und Infrastruktur

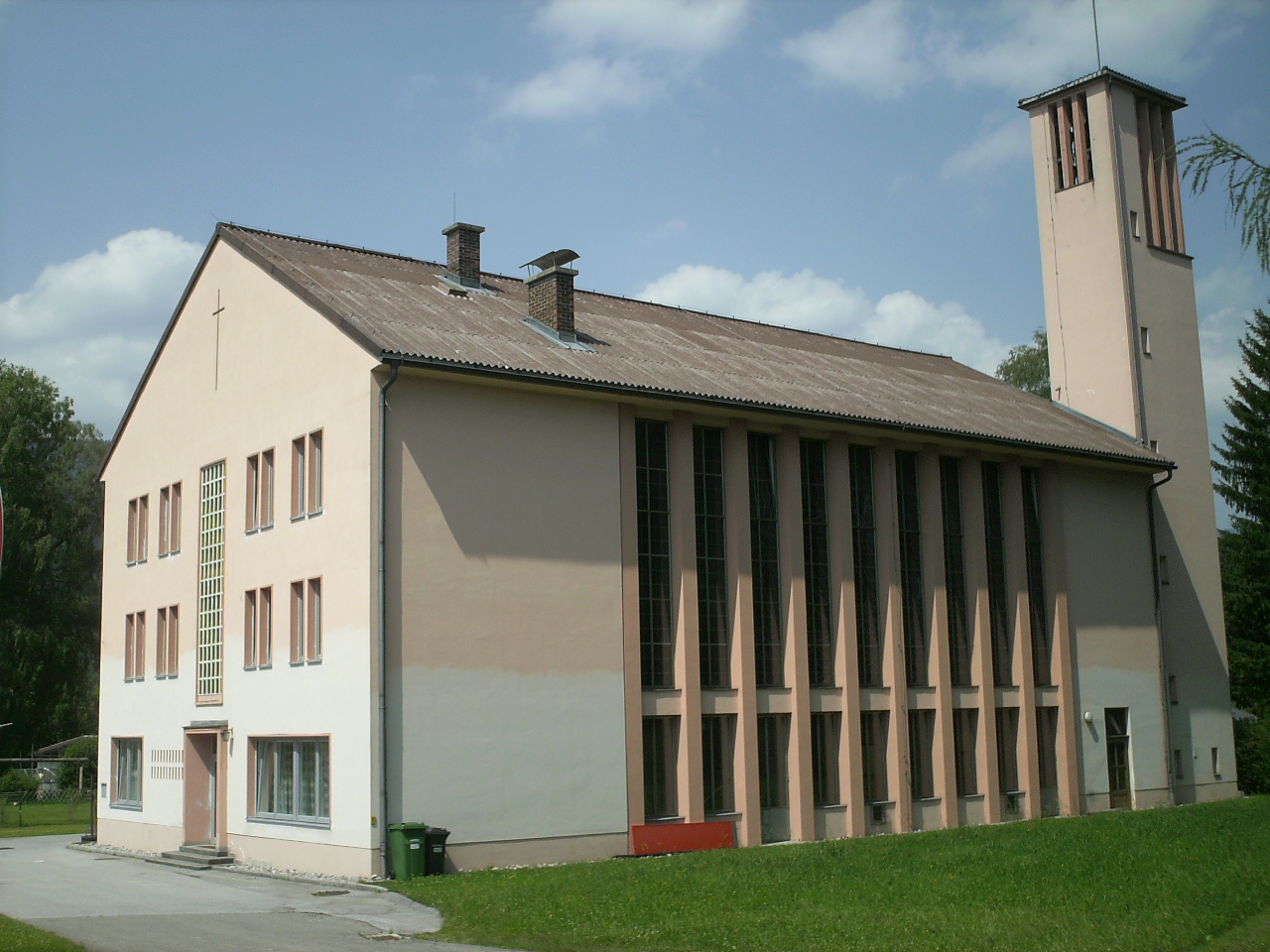
Zum gekreuzigten Erlöser Hönigsberg

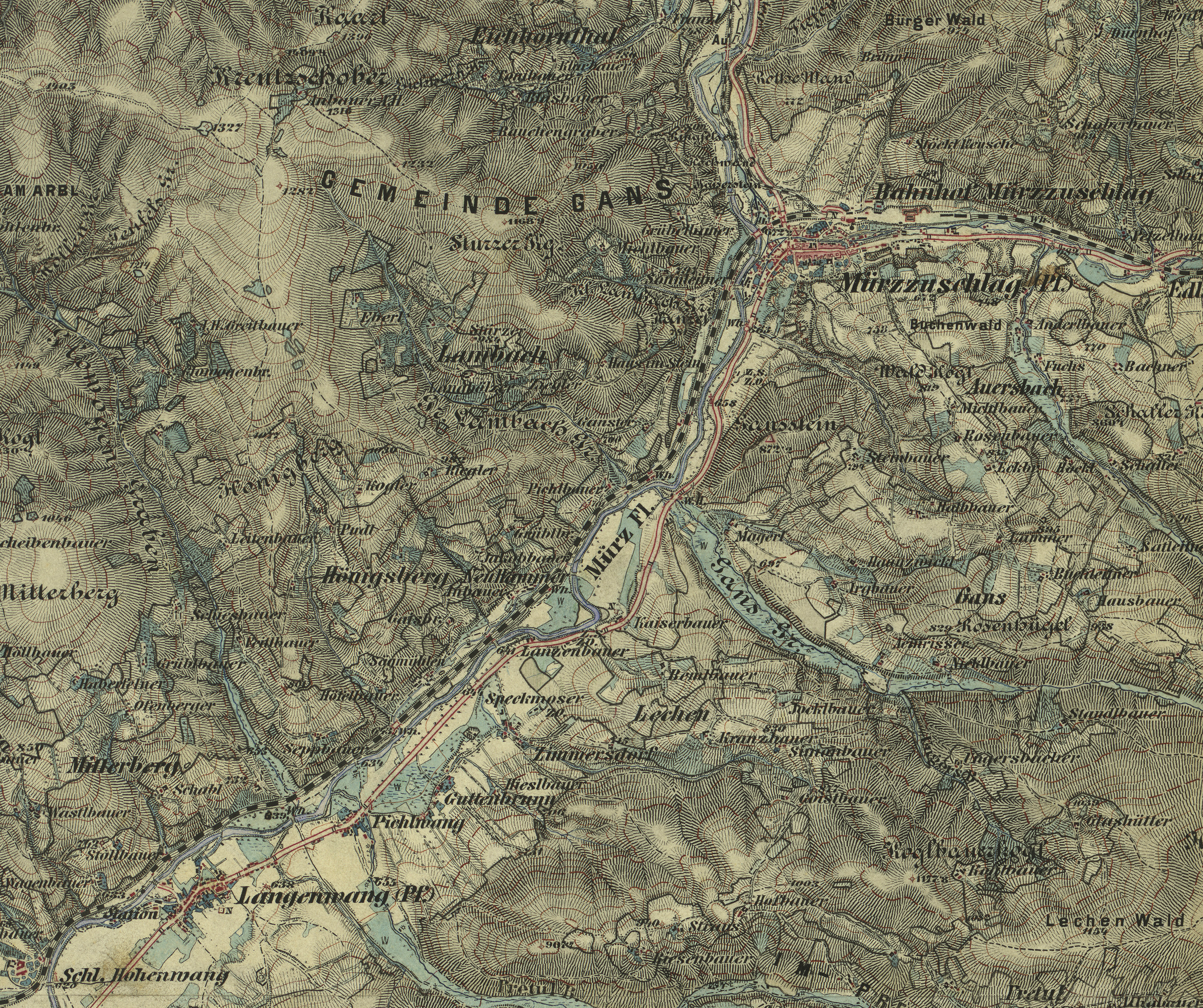
Mürzzuschlag – Langenwang um 1876 (Aufnahmeblatt der Landesaufnahme): Hönigsberg am Sonnhang, im Tal Neuhammer, und unregulierte Mürzauen an der Stelle des heutigen Orts,

Der Hönigsberg – der sonnseitige Abhang des Roßkogels – hieß ursprünglich Haunsberg. Die Ansiedlung im Tal ist relativ jung.
In Hönigsberg steht eines der beiden Werke der Böhler Bleche.
1550/60 erbaute Christoph Riß hier den Neuhammer (der Althammer stand in Langenberg), in dem Eisen vom Erzberg verarbeitet und über den Semmering „verhandelt“ wurde.

1842 wurde die Bahnstrecke von Bruck an der Mur nach Mürzzuschlag – auf der anderen Mürzseite, beim heutigen Stahlwerk – hier durchgelegt, und ab 1848 mit der Ghega’schen Semmeringbahn nach Niederösterreich weiterverbunden.
Neuhammer und die Sagmühl wurden um die Jahrhundertwende von Johann H. A. Bleckmann für seine Bleckmann Stahlwerke (der ursprüngliche Phönix-Hammer in Lambach) zuerworben, und zu Walzwerken umgebaut. Später fusionierten die niederösterreichischen Böhler-Werke und Bleckmann, kamen dann zur VOEST, und gehören heute zur österreichisch-schwedischen Unternehmensgruppe Böhler-Uddeholm.

Hönigsberg begann dann ab den 1920ern schnell zu wachsen, die heutige Hofer-Siedlung waren die Arbeiterhäuser, es wurden auch Meisterhäuser und Beamtenhäuser errichtet. Die heutige Schulstraße war eine Schienenanlage von der Ziegelei Steindl zum Schoeller-Bleckmann-Werk.

Hönigsberg ist auch Standort einer Betriebsfeuerwehr.
1940 wurde dann der Ort (mit Zimmersdorf und Gutenbrunn) von Langenwang der Stadt Mürzzuschlag eingemeindet.
1980–1985 wurde die Semmering Schnellstraße (S6) errichtet, es gibt eine Anschlussstelle Hönigsberg, östlich des Orts.
Hönigsberg ist auch seit jüngeren Jahren Sitz einer katholischen Pfarre (Erhebung zur Pfarre 1. Februar 1962).
Das ehemalige Casino Hönigsberg ist heute ein Zentrum der Begegnung der Volkshilfe Steiermark.

## Verkehr
Von Hönigsberg gibt es regelmäßige Busverbindungen nach Krieglach und nach Mürzzuschlag. Dort gibt es Anschlüsse zu den Zügen der Südbahn.

## Kultur und Sehenswürdigkeiten
Die Pfarrkirche Zum gekreuzigten Erlöser ist ein typisches Beispiel der Steirischen Kirchenmoderne. Es ist eine ehemalige Fabrikshalle (ein nie in Betrieb genommenes Stanzwerk), nach 1949 zur Kirche umgebaut. Die Glasfenster stammen von der Grazerin Edith Temmel. Die Kirche steht unter Denkmalschutz.
Die traditionsreiche Blasmusik, die Werkskapelle Böhler Mürzzuschlag-Hönigsberg, wurde 1923 als Arbeiter-Musikverein gegründet.